# 연정 (가수)
연정(본명: 유연정 , 본명 한자: 兪璉靜, 1999년 8월 3일 ~ )은 대한민국의 가수, 뮤지컬 배우로 걸 그룹 아이오아이, 우주소녀의 메인보컬이다. 스타쉽엔터테인먼트에서 연습생 생활을 거쳐 2016년 엠넷에서 주관한 서바이벌 프로그램 《PRODUCE 101》에 출연해 최종 순위 11위를 하여 11인에 들어 걸 그룹 아이오아이의 멤버로 활동하였다가, 아이오아이 해체 후 2016년 8월 17일에 우주소녀에 합류하였다.

## 학력
- 하안북초등학교 (졸업)
- 하안북중학교 (졸업)
- 한림연예예술고등학교 실용음악과 (졸업)
- 단국대학교 뮤지컬학과 (재학)

## 음악 작품

### 싱글
- "넌 is 뭔들" (2016) - 다원과 듀엣
- "내가 니편이 되어줄게" (2016) - 유승우와 콜라보
- "#드라이브" (2017) - 딘딘와 콜라보
- "Marry You" (2016) - 마크툽와 콜라보

### 방송
- MBC 《미스터리 음악쇼 복면가왕》
  - 하얀시 눈이군 쌓이면 우리마을 <참가자> (2017년)
  - 지쟈스 무슨 말이 필요해~ 지쟈스민 공주 <참가자> (2019년)
- 2019년 tvN 《V-1》 - 우승

### OST
- 2016년 《눈의 여왕 3: 눈과 불의 마법대결》 OST - "Fire & Ice" (With. 다원)
- 2017년 《7일의 왕비》 OST - "눈부신 그대"
- 2017년 《연애플레이리스트 2》 OST - "서툰 고백" (With. 브라더수)
- 2017년 《멜로홀릭》 OST - "멜로홀릭"
- 2018년 《여우각시별》 OST - "마음이 하는 일"
- 2021년 《간 떨어지는 동거》 OST - "시작의 드로잉"